# Ходзу
«Ходзу» (яп. ほづ)  був річковим канонерським човном Імперського флоту Японії типу «Сета», входив до 11-го сентая канонерських човнів, що діяв на річці Янцзи в Китаї протягом 1930-х та під час Другої китайсько-японської війни. 

## Історія служби
13 серпня 1937 року «Ходзу» та інші кораблі Імперського флоту Японії обстрілювали китайські позиції під Шанхаєм. 13 грудня «Ходзу» та інші кораблі атакували китайські позиції у Сягуані та обстріляли китайські човни та плоти на річці Янцзи. 5 грудня 1944 року «Ходзу» і однотипний «Хіра» налетіли на мілину біля Анкінга. Згодом їх бомбили китайські літаки. «Хіра» був пошкоджена, а «Ходзу» затонув. Корпус був утилізований у 1945 році. 